# Ми можемо све
Ми можемо све је други албум певачице Мире Шкорић. Објављен је 1989. године у издању Дискос-а као ЛП и касета.

## Песме на албуму
1. Ми можемо све
2. Само један дан
3. Позивам сведока
4. Е, мој Раде
5. Очи заљубљене
6. Нас двоје
7. Хајде, мили, воли
8. Извини што плачем

## Информације о албуму
- Композитор, аранжер и продуцент: Драган Александрић
- Текстови: Миодраг Ж. Илић
- Хармоника: Драган Александрић
- Гитара: Драган Лабан
- Ритам гитара: Светислав Томић
- Бас гитара: Братислав Дункић
- Клавијатуре: Зоран Тутуновић
- Пратећи вокали: Мира Шкорић, Беки Бекић
- Бубњеви: Јонуз Јонузовић Јане
- Програмирање бубњева: Душко Тинтор
- Кларинет: Ђорђе Котларовски
- Виолина: Драгиша Милорадовић
- Тон-мајстор: Раде Ерцеговац
- Микс: Веса Малданер
- Фотографије: Борис Станић